# أشرف حبيب الله
أشرف حبيب الله (بالإنجليزية: Ashraf Habibullah)‏ مهندس إنشائي ومبرمج، أمريكي الجنسية من أصول باكستانية، يُعرف كمؤسس والمدير التنفيذي لشركة كمبيوترز آند ستركشرز، إنك. (Computers and Structures, Inc.) والمعروفة اختصاراً سي إس آي (CSI) المختصة بإنتاج برمجيات لقطاع هندسة الإنشاءات والزلازل ومقرها بيركلي في كاليفورنيا. بعد تأسيس شركته الخاصة في العام 1975، شارك في إنتاج أول برنامج لقطاع هندسة الانشاءات متاح لأجهزة الحواسب الشخصية. و تم بعدها إنتاج و تطوير العديد من البرمجيات.